# محمود حمادة (لاعب كرة قدم)
محمود حمادة عواد (مواليد 1 يونيو 1994) هو لاعب كرة قدم مصري في مركز خط وسط الهجومي، ويلعب حاليًا للمصري النشط ب‍الدوري المصري الممتاز و‌المنتخب المصري.

في 31 ديسمبر 2017 انتقل لنادي الإنتاج الحربي لمدة موسم ونصف معارًا من نادي مصر للمقاصة بداية من يناير.

## روابط خارجية
- محمود حمادة